# Mauregny-en-Haye
Mauregny-en-Haye és un municipi francès situat al departament de l'Aisne i a la regió dels Alts de França. L'any 2007 tenia 411 habitants.

## Demografia

### Població
El 2007 la població de fet de Mauregny-en-Haye era de 411 persones. Hi havia 156 famílies de les quals 40 eren unipersonals (12 homes vivint sols i 28 dones vivint soles), 48 parelles sense fills, 60 parelles amb fills i 8 famílies monoparentals amb fills.
La població ha evolucionat segons el següent gràfic:
Habitants censats

### Habitatges
El 2007 hi havia 190 habitatges, 164 eren l'habitatge principal de la família, 9 eren segones residències i 17 estaven desocupats. Tots els 188 habitatges eren cases. Dels 164 habitatges principals, 122 estaven ocupats pels seus propietaris i 42 estaven llogats i ocupats pels llogaters; 3 tenien dues cambres, 28 en tenien tres, 40 en tenien quatre i 93 en tenien cinc o més. 135 habitatges disposaven pel capbaix d'una plaça de pàrquing. A 56 habitatges hi havia un automòbil i a 90 n'hi havia dos o més.

### Piràmide de població
La piràmide de població per edats i sexe el 2009 era:
| Homes | Edats   | Dones |
| ----- | ------- | ----- |
| 0     | 95 o +  | 0     |
| 0     | 90 a 94 | 0     |
| 0     | 85 a 89 | 8     |
| 0     | 80 a 84 | 0     |
| 8     | 75 a 79 | 4     |
| 8     | 70 a 74 | 8     |
| 4     | 65 a 69 | 12    |
| 16    | 60 a 64 | 16    |
| 8     | 55 a 59 | 12    |
| 16    | 50 a 54 | 4     |
| 8     | 45 a 49 | 28    |
| 24    | 40 a 44 | 12    |
| 24    | 35 a 39 | 8     |
| 24    | 30 a 34 | 36    |
| 8     | 25 a 29 | 0     |
| 8     | 20 a 24 | 0     |
| 28    | 15 a 19 | 8     |
| 4     | 10 a 14 | 24    |
| 32    | 5 a 9   | 4     |
| 16    | 0 a 4   | 8     |

## Economia
El 2007 la població en edat de treballar era de 264 persones, 204 eren actives i 60 eren inactives. De les 204 persones actives 178 estaven ocupades (102 homes i 76 dones) i 26 estaven aturades (11 homes i 15 dones). De les 60 persones inactives 17 estaven jubilades, 19 estaven estudiant i 24 estaven classificades com a «altres inactius».

### Ingressos
El 2009 a Mauregny-en-Haye hi havia 168 unitats fiscals que integraven 431,5 persones, la mediana anual d'ingressos fiscals per persona era de 16.169 €.

### Activitats econòmiques
Dels 15 establiments que hi havia el 2007, 1 era d'una empresa de fabricació d'altres productes industrials, 8 d'empreses de construcció, 1 d'una empresa de comerç i reparació d'automòbils, 2 d'empreses de transport, 2 d'empreses de serveis i 1 d'una empresa classificada com a «altres activitats de serveis».
Dels 8 establiments de servei als particulars que hi havia el 2009, 1 era un taller de reparació d'automòbils i de material agrícola, 2 paletes, 1 guixaire pintor, 1 lampisteria i 3 electricistes.
L'any 2000 a Mauregny-en-Haye hi havia 5 explotacions agrícoles.

## Equipaments sanitaris i escolars
El 2009 hi havia una escola elemental integrada dins d'un grup escolar amb les comunes properes formant una escola dispersa.

## Poblacions més properes
El següent diagrama mostra les poblacions més properes.